# ハーケンクロイツ/ネオナチの刻印
『ハーケンクロイツ/ネオナチの刻印』（ハーケンクロイツ/ネオナチのこくいん、原題：Romper Stomper）は、1992年制作のオーストラリア映画。

## 概要
オーストラリアのメルボルンを舞台に、ネオナチグループの若者たちの青春群像を描く。ラッセル・クロウ主演。日本では劇場未公開。
第34回オーストラリア映画テレビ芸術アカデミー賞で9部門にノミネートされ、3部門（主演男優賞・作曲賞・音響賞）受賞。
原題の“ロンパー・ストンパー”（Romper Stomper）とは、もともとはビーチで小型のプラスティック製のビーチバケツ2個をひっくり返して1個ずつ上部に2個所の穴を開けて紐を通したものの上に乗り、紐を持って歩く竹馬のような子供の遊具のことで、スキンヘッドの若者たちがプラットフォーム・シューズと呼ばれる靴底の分厚い靴に金属を付けて音を鳴らしながら歩くようになったことから転じて、スキンヘッドの若者たちのことを意味するオーストラリア英語。

## キャスト
- ハンドー：ラッセル・クロウ
- デイヴィー：ダニエル・ポロック
- ゲイブ：ジャクリーン・マッケンジー
- アレックス・スコット
- リー・ラッセル
- カクルズ：ダニエル・ワイリー
- マグー：ジョン・ブランプトン
- ジェームズ・マッケンナ